# Nils Emmelin
Nils Georg Emmelin, född 3 oktober 1914 i Vänersborg, död 9 januari 1997 i Lund, var en svensk medicinare.
Emmelin avlade medicine kandidatexamen vid Lunds universitet 1938 och promoverades till medicine doktor 1946. Han blev docent samma år och laborator i fysiologi i Lund 1949. Emmelin bedrev forskning i Cambridge och London 1946–1948. Han var professor i fysiologi vid Lunds universitet 1953–1981 och inspektor vid Blekingska nationen 1956–1966. Bland Emmelins skrifter märks On the presence of histamine in plasma in a physiologically active form (gradualavhandling, 1946). Han publicerade även vetenskapliga uppsatser i fysiologiska och medicinska facktidskrifter. Emmelin invaldes som ledamot av Fysiografiska Sällskapet i Lund 1951.
Nils Emmelin var son till lektor Axel Emmelin och Gunhild Påhlman. Han gifte sig 1944 med Kerstin Emmelin, född Borelius, dotter till Gudmund Borelius och Magnhild Tornberg. De var föräldrar till Lars Emmelin.